# Maria Patek
Maria Patek, née le 13 juillet 1958, à Michaelerberg (Autriche), est une femme politique autrichienne, nommée ministre fédérale de l'Agriculture et de l'Environnement d'Autriche de 2019 à 2020.

## Carrière
Née dans une famille paysanne, elle obtient un master en foresterie et économie du bois à l'Université des Ressources naturelles et des Sciences de la Terre de Vienne (en) en 1982. En 2008, elle obtient également un diplôme en gestion publique à l'Université de Salzbourg.
En 2018, la ministre fédérale du Développement durable et du Tourisme, Elisabeth Köstinger, la nomme à la tête de section Forêts de son ministère. Moins d'un an plus tard, elle est nommée à la tête de ce ministère par la nouvelle chancelière Brigitte Bierlein.